# Littérature punk
 (avril 2021).
La mise en forme du texte ne suit pas les recommandations de Wikipédia : il faut le « wikifier ».
Les points d'amélioration suivants sont les cas les plus fréquents. Le détail des points à revoir est peut-être précisé sur la page de discussion.
- Les titres sont pré-formatés par le logiciel. Ils ne sont ni en capitales, ni en gras.
- Le texte ne doit pas être écrit en capitales (les noms de famille non plus), ni en gras, ni en italique, ni en « petit »…
- Le gras n'est utilisé que pour surligner le titre de l'article dans l'introduction, une seule fois.
- L'italique est rarement utilisé : mots en langue étrangère, titres d'œuvres, noms de bateaux, etc.
- Les citations ne sont pas en italique mais en corps de texte normal. Elles sont entourées par des guillemets français : « et ».
- Les listes à puces sont à éviter, des paragraphes rédigés étant largement préférés. Les tableaux sont à réserver à la présentation de données structurées (résultats, etc.).
- Les appels de note de bas de page (petits chiffres en exposant, introduits par l'outil «  Source ») sont à placer entre la fin de phrase et le point final[comme ça].
- Les liens internes (vers d'autres articles de Wikipédia) sont à choisir avec parcimonie. Créez des liens vers des articles approfondissant le sujet. Les termes génériques sans rapport avec le sujet sont à éviter, ainsi que les répétitions de liens vers un même terme.
- Les liens externes sont à placer uniquement dans une section « Liens externes », à la fin de l'article. Ces liens sont à choisir avec parcimonie suivant les règles définies. Si un lien sert de source à l'article, son insertion dans le texte est à faire par les notes de bas de page.
- La présentation des références doit suivre les conventions bibliographiques. Il est recommandé d'utiliser les modèles {{Ouvrage}}, {{Chapitre}}, {{Article}}, {{Lien web}} et/ou {{Bibliographie}}. Le mode d'édition visuel peut mettre en forme automatiquement les références.
- Insérer une infobox (cadre d'informations à droite) n'est pas obligatoire pour parachever la mise en page.

Pour une aide détaillée, merci de consulter Aide:Wikification.
Si vous pensez que ces points ont été résolus, vous pouvez retirer ce bandeau et améliorer la mise en forme d'un autre article.
La littérature punk est une littérature liée au mouvement punk par son style, son propos, son esthétisme et ses valeurs. Ainsi, la littérature punk peut se rattacher tant à la poésie qu'aux romans ou à la recherche universitaire. La contre-culture punk rock a également développé sa propre presse underground sous la forme de zines punk, c'est-à-dire de magazines imprimés, produits indépendamment et distribués à petite échelle. Les fanzines demeurent, encore aujourd'hui, un type de production apprécié des mouvements alternatifs.

Si l'esthétique vestimentaire et la musique punk sont passées à la postérité, sa littérature et ses productions éditoriales n'occupent pas la même place dans l'imaginaire collectif. On a cependant observé, au cours des trente dernières années, la publication d'un grand nombre d'ouvrages consacrés à l'émergence du punk, à ses origines, ses figures de proue et aux récits de témoins oculaires. 

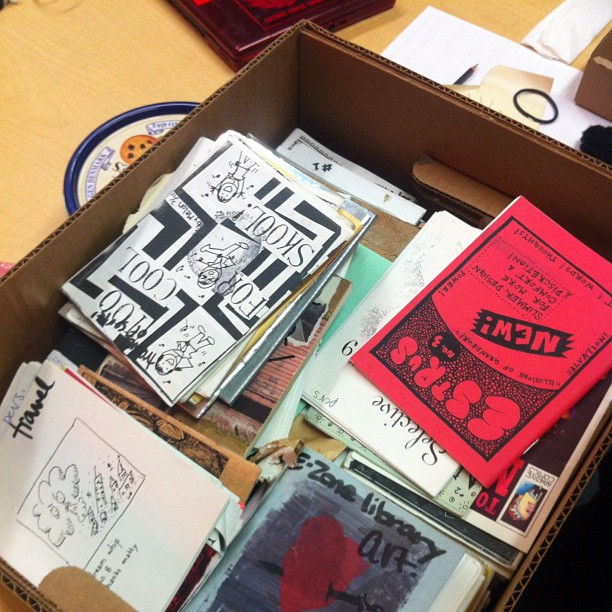

## L'éthique du bricolage
L'éthos punk se résume en quatre mots: « créer ses propres règles ». Il se rattache ainsi au principe do it yourself.
Ce type de slogan apparaît assez fréquemment dans les récits traitant du punk, tant dans les récits historiques que dans le contenu des fanzines et des paroles de chansons de l'époque. Dans l'introduction de l'Histoire orale du punk, John Robb décrit cette approche ainsi : « Le meilleur de tout cela, c'était que nous n'étions pas seulement des consommateurs passifs : nous en étions aussi propriétaires. Nous étions tous impliqués. Ce n'était pas seulement les groupes de stars qui imposaient les normes. Nous étions tous impliqués ! Chacun avait sa propre version du punk. Chacun décidait de ce qu'était le punk pour lui.» » Les sensibilités esthétiques développées par le punk ont abouti à une pratique que Jon Savage qualifiera de « désapprentissage volontaire » ("deliberate unlearning", Savage, 1991: 82, italique dans l'original).
Il s'agissait d'une tentative de dépouiller la musique de ses sons et de ses messages et d'éliminer toute prétention possible à un quelconque succès. Ce rapport à l'art a entraîné un certain malaise, tant musical que visuel, dans le milieu bien-pensant de l'époque. Cette éthique du bricolage est centrale dans le punk, comme l'écrit Kugelberg (2012: 46), « L'héritage du punk est simple : la mise en œuvre immédiate de la culture de base D.I.Y... Pas de distance. Formez un groupe, lancez un blog, devenez un artiste, un DJ, un guitariste, un éditeur. ». » Cette éthique du bricolage s'est manifestée de plusieurs façons. On la retrouve dans la musique et les concerts évidemment, mais c'est peut-être dans l'autopublication (qui a souvent pris la forme matérielle de fanzines) et l'utilisation de moyens de communication alternatifs qu'elle a été le plus clairement affirmée.

## Grrrl zine
L'élan de Riot Grrrl a également été soutenu par une explosion de créativité dans des zines faits maison, copiés-collés, photocopiés, collés, qui couvraient différents sujets féministes, tentant souvent de faire ressortir les implications politiques d'expériences personnelles traumatiques dans un espace « privé public »[62]. Les zines témoignaient souvent d'expériences de sexisme, de problème de santé mentale, de troubles de l'image corporelle et de l'alimentation, d'abus sexuels, de racisme, de viol, de discrimination, de harcèlement, de violence domestique, d'inceste, d'homophobie et parfois de végétarisme Les rédactrices du Grrrl zine se sont collectivement engagées dans des formes d'écriture qui remettaient en question à la fois les notions dominantes de l'auteur en tant qu'espace individualisé et sans corps et les notions du féminisme en tant que projet politique essentiellement adulte.
Ces zines ont été archivés par zinewiki.com et Riot Grrrl Press, lancé à Washington DC en 1992 par Erika Reinstein & May Summer.

## Poésie
La poétesse Patti Smith est un exemple emblématique d'engagement politique et d'écriture poétique, tout comme le poète John Cooper Clarke qui est lui aussi connu au-delà de la scène punk.

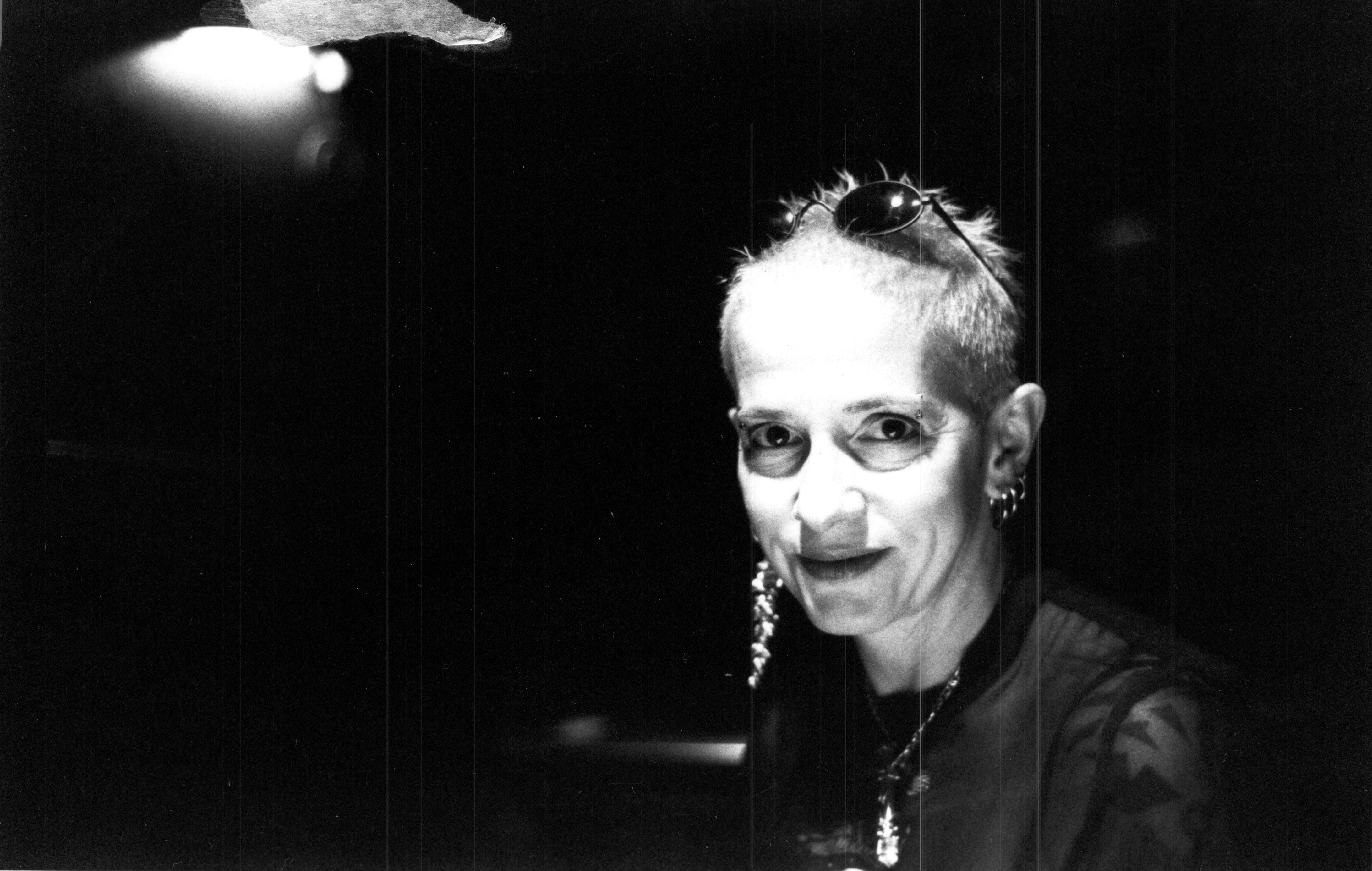
Kathy Acker

La poétesse, romancière, essayiste et militante féministe américaine, Kathy Acker (née en 1947 à Manhattan, New York) est également célébrée comme icône du punk. Les influences premières de Acker sont des écrivains et poètes américains (les poètes de Black Mountain, notamment Jackson Mac Low et William S. Burroughs), mais aussi le mouvement Fluxus.
À partir de 1979, Kathy Acker s'intéresse aux écrits de Georges Bataille, dans une perspective féministe et pro-sexe en lien étroit avec la culture punk. Sa référence la plus évidente à Bataille se trouve dans la reprise du titre Ma Mère : elle publie en 1994 My Mother, Démonology ?, avec un recours très fréquent à la scatologie et à l'obscénité. Le contenu de ce livre se rapproche de l'écriture de Bataille, en ce sens qu'il fait « un usage, extrême, excessif, excédant, de la littérature».
Dans In Memoriam to Identity, Acker attire l'attention sur des analyses populaires de la vie d'Arthur Rimbaud et du roman Le Bruit et la Fureur, qui construisent ou révèlent une identité sociale et littéraire. Bien qu'elle soit connue dans le monde littéraire pour avoir créé un style de prose féministe tout à fait nouveau et pour ses fictions transgressives, elle est également une icône punk et féministe de par ses représentations dévouées aux cultures minoritaires, aux femmes de caractère, et à la violence.

## Roman
L'exercice du roman se prête bien à traduire et à mettre en récit l'idéologie punk. Au même titre que les courants anarchiste et anarcho-punk, qui se sont taillé une place dans la littérature, le punk trouve lui aussi sa place au sein d'un corpus littéraire. Qu'il s'agisse d'œuvres de fiction ou d'autobiographies, les adeptes du mouvement ont pu y retranscrire leurs revendications politico-sociales, leurs convictions et leur mode de vie.
L'écrivaine française Virginie Despentes, par son parcours personnel et les sujets traités dans ses romans, est rapprochée du mouvement punk en littérature. Son premier manuscrit (qui donnera le roman Baise-moi) circule sous forme de copies dans le milieu post-punk. Il a été refusé par neuf maisons d'édition et même par des libraires qui proposent des ouvrages en dépôt. Son style trash déplaît et effraie les professionnels. En 1994, Florent Massot un éditeur alternatif spécialisé dans l'édition d'ouvrages témoignant de la contre-culture, prend le risque de publier pour la première fois ce roman. Les libraires se montrent réfractaires même une fois le livre publié par Massot éditions. La diffusion ne dépasse pas dans un premier temps le réseau underground du rock alternatif, des fanzines, des squats. En décembre 1995, Baise-moi va pourtant se vendre à des centaines de milliers d'exemplaires.

En 1995, elle rencontre Ann Scott, autre aspirante écrivaine qui n'est pas encore publiée et qui emménage chez elle. Les deux jeunes femmes se soutiennent dans leurs ambitions littéraires. Elles fréquentent le milieu lesbien et transgenre de la discothèque Le Pulp — et la disc jockey de cette boîte de nuit, Sextoy, qui aura alors une liaison avec Ann Scott. Les deux jeunes femmes cohabitent pendant six mois durant lesquels Ann Scott travaille à son troisième roman qui deviendra Asphyxie, tandis que Virginie Despentes écrit Les Chiennes savantes, sa deuxième publication. Asphyxie paraît en 1996 et retrace le quotidien d’un groupe punk américain en tournée en Europe, s’inspirant des parcours de Nirvana et des Sex Pistols.

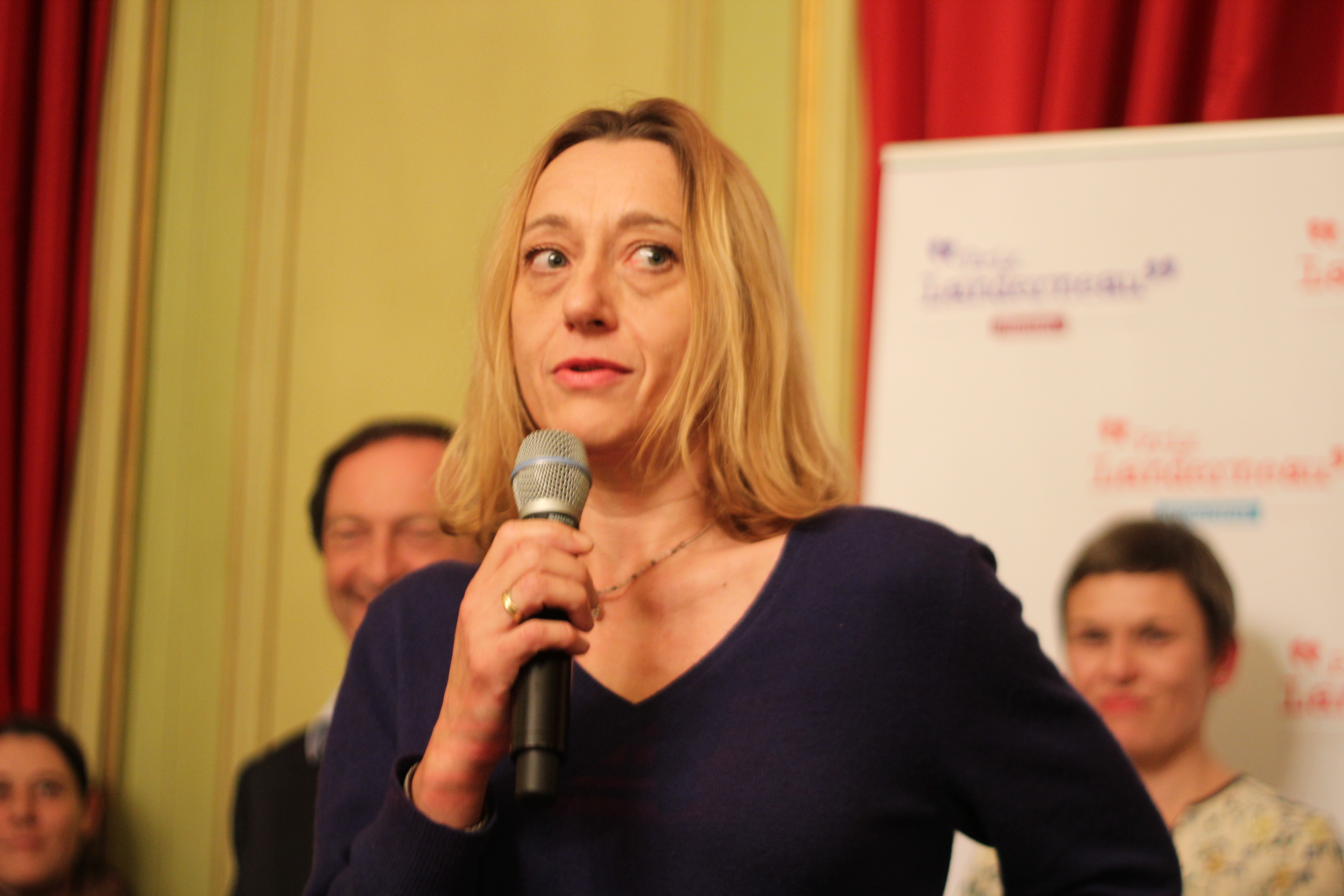
Virginie Despentes, 2015 - Prix Landerneau Découvertes et Roman

Début 2000, Virginie Despentes, désormais reconnue, traduit au Diable Vauvert deux textes : Plastic Jesus de Poppy Z. Brite et Mort aux Ramones (Poison Heart: Surviving the Ramones), autobiographie de Dee Dee Ramone, un ancien membre du groupe Ramones. Le groupe de rock Placebo la sollicite en 2003 pour traduire en français un titre de leur album Sleeping with Ghosts : Protect Me from What I Want, qui devient Protège-moi.
En 2006, Virginie Despentes aborde le genre proprement autobiographique et publie un essai, King Kong Théorie. L'œuvre est présentée comme un « manifeste pour un nouveau féminisme », il connaît une certaine popularité dans le milieu féministe (punk, blogueuses, podcasteuses, militantes).

## Musique
De nombreux poètes punk sont également musiciens, notamment Richard Hell, Jim Carroll, Patti Smith, John Cooper Clarke, Nick Toczek, Raegan Butcher et Attila the Stockbroker. Les œuvres autobiographiques de Carroll sont parmi les premiers exemples connus de littérature punk. Les Medway Poets, un groupe anglais de poésie punk fondé en 1979, comprenait le musicien punk Billy Childish. On dit qu'ils auraient influencé les œuvres de Tracey Emin, qui les fréquentait durant son adolescence. Les membres du groupe Medway Poets ont ensuite formé le groupe artistique Stuckists. La description que fait Charles Thomson d'un de leurs spectacles démontre bien comment ils s'écartent d'une lecture traditionnelle de poésie : « Bill Lewis sautait sur une chaise, levait ses bras en l'air (au moins une fois en se cognant la tête au plafond) et faisait semblant d'être Jésus. Billy pulvérisait ses poèmes sur quiconque s'approchait trop près de lui et buvait du whisky à l'excès. Miriam a parlé de son vagin au monde entier. Rob et moi avons fait une performance commune en nous faisant passer, sans trop de difficultés, pour des écrivains dérangés et égocentriques. Sexton nous a finalement présenté sa petite amie, Mildred, qui s'est avérée être une perruque sur une liasse de journaux au bout d'un tuyau de fer. » Inspirée par le poète punk John Cooper Clarke et le poète dub Linton Kwesi Johnson, la scène de la poésie déclamée s'est développée au début des années 1980, avec des artistes tels que "Seething" Wells Joolz, Attila the Stockbroker, Porky the Poet, "Teething" Wells, et Garry Johnson. Des poètes déclamant leurs textes assuraient souvent la première partie des concerts de punk/new wave et certains ont ensuite sorti leurs propres disques ou sont apparus sur des compilations punk.

## L'édition
Le monde de l’édition alternatif et punk se caractérise autant par des publications selon des méthodes DIY et des circuits non-conventionnels, comme la distribution directe, la gratuité, et l’absence de droits d’auteurs, que par des méthodes plus traditionnelles, par le biais de maisons d’édition dont la ligne éditoriale se concentre sur des ouvrages aux sujets engagés.
Parmi les méthodes de diffusion alternatives, citons les fanzines ou zine, très répandus et appréciés de la scène punk. Certains peuvent présenter des nouvelles sur la scène musicale locale, des analyses sociétales, des pamphlets et des essais sur l’actualité politique, ou encore des manuels de bricolage et de DIY. En France, on retrouve plusieurs bibliothèques et librairies spécialisées dans la distribution de ce type d’ouvrages, comme la Fanzinothèque à Poitiers établie en 1989 et le Fanzinarium à Paris. Parmi les zines les plus connus, citons Maximum Rock and Roll, Punk Planet, Cometbus, Girl Germs, Kill Your Pet Puppy, J.D.s, Sniffin' Glue, Absolutely Zippo, Suburban Rebels et Punk Magazine. Parmi les journalistes et collaborateurs notables de magazines punk, citons Mykel Board, John Holmstrom, Robert Eggplant et Aaron Cometbus.
En matière de journaux et de périodiques, citons notamment le projet coopératif Fifth Estate, fondé en 1965. Ce périodique, qui regroupe des membres et des collaborateurs répartis dans toute l’Amérique du Nord, positionne sa ligne éditoriale dans le mouvement anarchiste, anticapitaliste et antiautoritaire.
Plusieurs maisons d’éditions proposent également une ligne éditoriale spécialisée dans des sujets traditionnellement reliés au mouvement punk et anarchiste. Ainsi la maison française Massot éditions, qui a publié notamment le premier ouvrage de Virginie Despentes Baise-moi, maintient son «engagement d’éditeur pour accompagner les changements de société, ouvrir des brèches et jeter des ponts pour traverser ce monde en crise », tout en offrant une place aux auteurs qui n’ont encore jamais été publiés.
À Montréal, la maison indépendante Lux éditeur laisse la part belle aux essais ancrés dans les réflexions engagées, politiques et libertaires. Elle publie ainsi les ouvrages de Norman Baillargeon (Les chiens ont soif, L'ordre moins le pouvoir) et de Francis Dupuis-Déri (Les Black Blocs, L'anarchie expliquée à mon père). Lux éditeur participe avec régularité à des événements annuels engagés, comme le Salon du livre anarchiste de Montréal et la foire Expozine. À ces événements se retrouvent également d’autres maisons d’édition à la ligne éditoriale marquée par des idéologies politiques. Parmi celles-ci, citons les Éditions Écosociété, fondées à Montréal en 1992 par un regroupement de militants « convaincus qu’il était grand temps de défendre une société où l’écologie sociale serait une valeur cardinale […] ». Cette maison d’éditions propose autant des essais que des guides pratiques, prônant entre autres la démocratie participative, l’économie sociale, la décroissance ou encore l’agriculture accessible à tous. Elle publie également de nombreux auteurs critiques du système capitaliste et de l’exploitation politique et économique. Cette ligne éditoriale extrêmement engagée lui a déjà valu des représailles en justice, avec la compagnie minière ontarienne Banro dont les activités étaient décriées dans l’ouvrage Noir Canada en 2008.
En 1990, la maison AK Press voit le jour à Édimbourg en Écosse, avec la mission de publier et de distribuer des écrits engagés, anarchistes et libertaires. Elle fonctionne à titre de collectif anarchiste et de coopérative autogérée. Aux États-Unis, la maison d'édition indépendante PM Press, fondée en 2007 par des membres de AK Press, se décrit comme radicale, avec une ligne éditoriale tournée vers l'anarchisme, le divertissement et l'éducation.

## Événements littéraires de la scène punk
La scène littéraire punk est nourrie par différents événements qui permettent les échanges et les rencontres entre les créateurs du milieu.
Au Québec, de nombreux événements annuels littéraires sont organisés pour mettre à l'honneur la scène littéraire punk, alternative et/ou anarchiste. Expozine, une foire annuelle organisée depuis 2002 à Montréal apparaît comme une plateforme incontournable pour plusieurs éditeurs indépendants. À ce titre, Expozine a joué un "rôle de tremplin pour les petites maisons d’édition qui « graduent » vers le Salon du livre de Montréal". Avec un accent sur la micro-édition, la bande dessinée, la culture du fanzine, la sérigraphie, l'art de l'affiche, et un lien fort avec l'artisanat, Expozine met les pratiques émergentes à l'honneur.
Le Salon du livre anarchiste se veut également une plateforme annuelle de rencontre entre créateurs indépendants, artistes locaux, militants et curieux. L'événement se veut inclusif et accessible, y compris pour les personnes moins connaisseuse des convictions anarchistes et de l’idéologie punk, en proposant par exemple des ateliers, des introductions aux concepts de l'anarchie, des animations et des rencontres avec les auteurs,. À ce titre, le Salon du livre anarchiste rappelle qu'il réunit des "vendeurs-deuses, éditeurs-trices et groupes de partout à Montréal, Québec, d’Amérique du Nord et ailleurs, pour partager leurs publications et leur matériel, dont la plupart est impossible à trouver dans les magasins «de masse»", avec une place laissée au matériel gratuit et libre-service, et certaines publications conçues uniquement pour le Salon.

## Listes d'écrivains
- Kathy Acker
- Jim Carroll
- Billy Childish
- John Cooper Clarke
- Virginie Despentes
- Ann Scott
- Patti Smith
- Oli Sorenson